# Asphondylia glomeratae
Asphondylia glomeratae är en tvåvingeart som beskrevs av Gagne 2001. Asphondylia glomeratae ingår i släktet Asphondylia och familjen gallmyggor. Inga underarter finns listade i Catalogue of Life.